# Royal Maundy

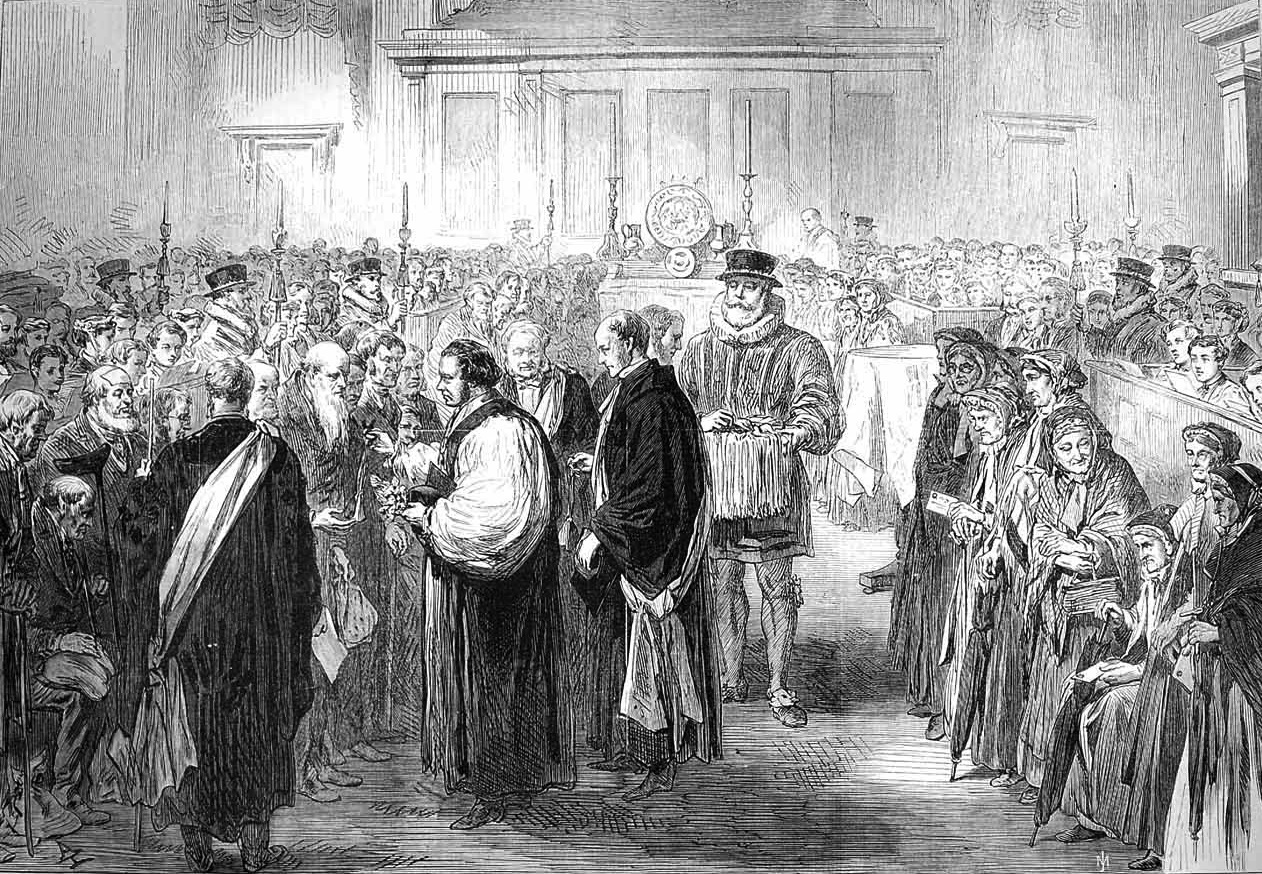
Uma cerimônia do Royal Maundy em 1867

Royal Maundy é um serviço religioso na Igreja da Inglaterra realizado na Quinta-feira Santa, um dia antes da Sexta-feira Santa. No serviço, o monarca britânico ou um oficial real distribui cerimonialmente pequenas moedas de prata conhecidas como "dinheiro Maundy" (legalmente, "dinheiro Maundy do Rei") como esmolas simbólicas para destinatários idosos. As moedas têm curso tecnicamente legal, mas normalmente não circulam devido ao seu teor de prata e valor numismático. Uma pequena quantia de dinheiro comum também é dada em vez de presentes de roupas e alimentos que o soberano uma vez concedeu aos destinatários de Maundy.
O nome "Maundy" e a própria cerimônia derivam de uma instrução, ou mandatum, de Jesus Cristo na Última Ceia de que seus seguidores deveriam amar uns aos outros. Na Idade Média, os monarcas ingleses lavavam os pés dos mendigos imitando Jesus e davam presentes e dinheiro aos pobres. Com o tempo, dinheiro adicional foi substituído pelas roupas e outros itens que antes eram distribuídos. A partir de 1699, o monarca não compareceu ao serviço, enviando um oficial em seu lugar. O costume de os representantes reais lavarem os pés dos mendigos não sobreviveu ao século XVIII.
Em 1931, a princesa Maria Luísa estava no Royal Maundy e depois sugeriu que seu primo, o rei Jorge V, fizesse as distribuições no ano seguinte. Ele assim o fez, iniciando um novo costume real. Tradicionalmente, o serviço foi realizado em ou perto de Londres, na maioria dos anos no início do século XX na Abadia de Westminster a rainha Isabel IIquase sempre compareceu (ela esteve ausente apenas cinco vezes em seu reinado), e o serviço é realizado em uma igreja diferente (geralmente uma catedral) todos os anos. Os destinatários já foram escolhidos por sua pobreza e tinham o direito de permanecer como destinatários de Maundy por toda a vida. Hoje. novos destinatários são escolhidos todos os anos para o serviço às suas igrejas ou comunidades, por recomendação de clérigos de várias denominações cristãs. Geralmente, os destinatários vivem na diocese onde o serviço é realizado, embora isso tenha sido alterado para os serviços de 2011 e 2012. Os serviços de 2020 e 2021 foram cancelados devido à pandemia de COVID-19, com os destinatários enviando seus presentes pelo correio.
O dinheiro Maundy é cunhado nos valores de um centavo, dois centavos, três centavos e quatro centavos. Até o século XVIII, as moedas dadas eram da cunhagem circulante, e não foi até a segunda metade do século que as quatro moedas Maundy se desenvolveram como peças distintas e não circulantes. O desenho anverso das moedas apresenta o monarca reinante. O reverso, com numeral coroado envolto por uma coroa de flores, deriva de um desenho utilizado pela primeira vez durante os reinados de D. uma contendo moedas com o mesmo valor de pence dos anos da idade do monarca, e uma bolsa vermelha contendo uma moeda de £ 5 e uma moeda de 50 pence. Na maioria dos anos, há menos de 2 mil conjuntos completos de dinheiro Maundy. São muito procurados por colecionadores.

## Origens: história primitiva e medieval
A palavra Maundy deriva do comando ou mandatum de Cristo na Última Ceia, de amar uns aos outros. Os Evangelhos relatam que na véspera de sua crucificação, Jesus Cristo comeu uma refeição com seus discípulos. Após a refeição, está registrado que Jesus lavou os pés deles e lhes deu o seguinte mandatum ou comando: "Se eu, vosso Senhor e Mestre, vos lavei os pés, vós também deveis lavar os pés uns aos outros. Pois eu vos dei o exemplo, para que façais como vos fiz." Mandatum é a derivação da palavra "Maundy", e o serviço de Royal Maundy evoluiu do comando de Jesus para seus discípulos.
Por volta do quarto ou quinto século, uma cerimônia foi desenvolvida após a Santa Comunhão na Quinta-feira Santa, na qual os altos líderes da Igreja lavavam os pés dos pobres. A cerimônia, conhecida como pedilavium, era realizada diariamente em alguns mosteiros; em 992, o bispo Osvaldo de Worcester morreu durante sua execução.
O primeiro monarca inglês a ser registrado como distribuindo esmolas em um serviço de Maundy foi João, que em 15 de abril de 1210 doou roupas, garfos, comida e outros presentes aos pobres de Knaresborough, Yorkshire. João também é o primeiro monarca inglês a ser registrado como dando presentes de pequenas moedas de prata aos pobres quando em 1213 ele deu 13 pence a cada um dos 13 homens pobres em uma cerimônia em Rochester - o número simbolizando os Doze Apóstolos juntamente com um ou outro Jesus ou um anjo. Poucos detalhes do serviço de Maundy no século XIII sobreviveram. Eles são conhecidos por existirem a partir de registros que mostram os gastos necessários para as doações aos pobres. O monarca não estava sozinho na execução dos rituais do Maundy. Os filhos de Henrique III o ajudaram como parte de seu treinamento político e religioso. O filho de Henrique, Eduardo I, foi o primeiro monarca a manter o Maundy apenas na (ou por volta da) Quinta-feira Santa. Antes de Eduardo, Maundys adicionais podiam ser mantidos durante o ano. De acordo com Virginia Cole em seu estudo sobre o papel das crianças reais no século XIII, o serviço do Maundy tinha um propósito político também, pois a necessidade de se humilhar fazendo o pedilavium proclamava a grandeza do monarca. A participação em um serviço de Maundy tornou-se uma obrigação para todas as principais casas governantes europeias.
Em 1363, o monarca inglês realizou o pedilaviium e também deu presentes: naquele ano, Eduardo III, de cinquenta anos, deu cinquenta pence a cada um dos cinquenta homens pobres. Não se sabe, no entanto, se ainda era prática a cada ano ter o número de pence e o número de destinatários para rastrear a idade do monarca: Henrique IV foi o primeiro monarca a decretar que o número de pence dado fosse determinado pelo idade do monarca. A cerimônia nem sempre era realizada na Quinta-feira Santa; poderia ser adiado um dia para Sexta-feira Santa por ordem real, como foi em 1510. Os nobres podiam realizar suas próprias distribuições de Maundy, como fez Henrique Percy, 5º Conde de Northumberland no início do século XVI, de acordo com um registro contemporâneo: como muitas Bolsas de Lether ... com tantos Penys em cada bolsa para tantos homens pobres quanto Sua Senhoria é Yeres de Aige e um para o Yere de meus Senhores Aige por vir."
Embora Maria I e Elizabeth I diferissem religiosamente, ambas realizavam elaboradas cerimônias Maundy. Registros de 1556 mostram que Maria lavou os pés de quarenta e uma mulheres pobres (refletindo sua idade) enquanto "sempre de joelhos", e deu-lhes quarenta e um centavos cada, bem como presentes de pão, peixe e roupas, doando seu próprio vestido para a mulher considerada a mais pobre de todas. Em 1572, não gostando das cenas em que cada mulher tentava garantir um pedaço do vestido real, Elizabeth concedeu uma quantia de uma libra a cada destinatário em vez do vestido, dando-o em uma bolsa vermelha. O escritor contemporâneo William Lambarde observou que o dinheiro foi substituído pelo vestido "para evitar problemas de suíte, o qual foi feito para essa perfeição". Nos anos em que a peste era comum, o monarca não comparecia, enviando um oficial, geralmente o Lord High Almoner, para fazer as distribuições e realizar o pedilavium. Embora a água perfumada fosse usada para disfarçar os odores desagradáveis dos pobres, os pés eram lavados três vezes antes que o monarca realizasse o pedilavium, uma vez por um criado e duas por funcionários da corte. Em anos posteriores, ramalhetes de cheiro doce foram usados para disfarçar odores – os ramalhetes ainda são carregados hoje.